# Danske pengesedler
Danske pengesedler er de pengesedler, som er blevet udstedt med tilladelse af danske myndigheder. De første officielle danske pengesedler blev udstedt i 1713. Siden 1818, hvor Danmarks Nationalbank blev stiftet som et privat aktieselskab, har denne bank haft eneret på at udstede pengesedler.
Siden 1. juni 2025 er kun pengesedler, der er udstedt fra 2009 og fremefter, gyldige som betalingsmiddel i Danmark, og kun pengesedler op til 500 kr., dvs. 1000-kronesedler kan ikke længere bruges som betalingsmiddel.
Nationalbanken har traditionelt lagt vægt på gravuren i sedlerne og forsøgt at forene tekniske og æstetiske krav for at skabe et smukt resultat. Indtil ca. 1900 blev hver enkelt dansk pengeseddel underskrevet i hånden af en repræsentant for Nationalbanken.
I 2028 vil den nuværende danske pengeseddelserie fra 2009 blive erstattet af en ny serie. Motiverne på de kommende sedler vil på den ene side være store bedrifter og personerne bag dem, og på den anden side motiver med havet som tema.

## Seddelserier

### Jørgen Thormøhlens pengesedler
De ældste pengesedler udstedt i Danmark-Norge blev trykt i Bergen i 1695. De var hverken udstedt af statsmagt eller et offentligt bankvæsen, men af en privatperson, nemlig købmand Jørgen Thormøhlen fra Holsten. Han havde anmodet Christian 5. om at måtte trykke sine egne papirpenge, da han ikke havde likvide midler efter at have lidt store tab grundet en aftale mellem Brandenburg og Danmark-Norge i 1692. 13. februar 1690 havde Thormøhlen fået overdraget al handel med de dansk-norske øer i Vestindien i 10 år. Denne handel indbragte i de første par år en enorm fortjeneste; men ved aftalen i 1692 fik brandenburgske købmænd overdraget de store varelagre på St. Thomas som kompensation for tidligere uret. Det var de samme varelagre, Thormøhlen havde sendt skibe ud for at hente. Nu vendte de tomme tilbage efter en tur, der havde kostet Thormøhlen henved 100.000 rigsdaler. 
Som kompensation gav kongen Thormøhlen, hvad der reelt var et rentefrit lån, idet han 22. juni 1695 fik tilladelse til at trykke og anvende pengesedler svarende til 100.000 rigsdaler i det nord- og vestenfjeldske Norge. For disse skulle han købe varer til eksport, og når han fik betaling herfor, skulle han indløse sedler mod sølvmønter efter den gældende vekselkurs. Sedlerne og blev udstedt pålydende 10, 20, 25, 50 og 100 rigsdaler. De var trykt på håndlavet hollandsk papir fremstillet af bomuldsklude. De blev sat i omløb i september 1695 med Thormøhlen som garantist. Sedlerne var todelte. Den ene del blev revet af, og gjaldt i stedet for sølv. En kontroldel blev opbevaret i rentekammeret i København. På venstre side stod Thormøhlens signatur; dertil var sedlerne autoriseret, dvs. signeret af Jacob Sørensen og Lauritz Mouritzen, som begge var renteskrivere ved rentekammeret. Christian 5.s monogram var trykt midt på sedlen, så den ene halvpart stod på pengesedlen og den anden på kontrolsedlen i København. Når en seddel var indløst og kom tilbage til København, kontrollerede man, at den indløste seddel og kontrolsedlen havde det samme kontrolnummer. Rivekanten og kongens monogram skulle også passe nøjagtigt sammen. Det lod sig altså ikke gøre at forfalske sedlerne. Planen slog dog fejl, da sedlerne ikke havde den fornødne tillid blandt folk, der pressede på for at få dem indløst i sølv. Snart var Thormøhlens begrænsede sølvlager tømt og han selv konkurs. Staten led et anslået tab på mellem 21 og 22.000 rigsdaler, mens privatpersoner havde tabt omkring 20.000 rigsdaler, en sum tilsvarende værdien af 1.200-1.300 vestlandske gårde.

### Udstedelser i 1700-tallet
De første officielle danske pengesedler blev udstedt i 1713. blev den første officielle dansk-norske pengeseddel udstedt på tre mark. Rustningsudgifterne til Den Store Nordiske Krig havde medført, at mønterne forsvandt til udlandet, og de nye sedler skulle lette omsætningen. Sedlerne skulle have samme værdi som mønter, men kunne ikke veksles til mønter. Danskerne havde dog ikke tillid til de nye papirpenge, så deres kurs faldt hurtigt, og i 1728 blev de inddraget igen.
I 1736 blev den første danske bank Kurantbanken stiftet som et aktieselskab i København. Den fik eneret på at udstede sedler, som skulle være indløselige mod sølvmønter. Banken skulle dog ikke havde dækning for sedlerne, og den udstedte flere sedler, end den kunne indløse, så sedlerne mistede deres værdi. I 1757 blev sedlernes sølvindløselighed ophævet, samtidig med at sedlerne blev gjort til tvungent betalingsmiddel.

### Rigsbankdaler-sedler
Efter statsbankerotten i 1813 blev der udstedt pengesedler i den nye valuta; rigsbankdaleren (Rbdlr.). Den mindste var på én rigsbankdaler fra 1819. Udviklingen i trykketeknik med bogtrykt underbund og kobbertrykt hovedplade betød et æstetisk fremskridt for pengesedlerne. Arkitekten G.F. Hetsch tegnede følgende sedler:
| Pålydende værdi | Størrelse (millimeter) | Udgivet | Udgået |
| --------------- | ---------------------- | ------- | ------ |
| 5 Rbdlr.        | ×                      | 1835    | 1873   |
| 10 Rbdlr.       | ×                      | 1860    | 1873   |
| 20 Rbdlr.       | ×                      | 1851    | 1873   |
| 50 Rbdlr.       | ×                      | 1834    | 1873   |
| 100 Rbdlr.      | ×                      | 1845    | 1873   |

En 50-rigsbankdalerseddel fra 1872 er sporløst forsvundet. Sedlens udseende er i dag ukendt; og den vil koste en formue, hvis et eksemplar skulle dukke op. I fire tilfælde har man konstateret, at kobberstikkeren W. Ferslew fik stukket sit navnetræk med mikroskrift i nummerfeltet på en 20-rigsbankdalerseddel fra 1851. (Ferslew trykte også det første danske frimærke, et fireskillingsmærke fra 1851. ) Kobberstikkeren Chr.P. Batz  morede sig med at signere tre forskellige sedler. Hans navnetræk genfindes dels på en fem-rigsbankdalerseddel fra 1863, dels på en ti-rigsbankdalerseddel fra 1872; og endelig på en tikroneseddel, som var i omløb i årene 1875-90. Navnet i mikroskrift findes tre forskellige steder på sedlerne. 

### De første kronesedler
I 1873 blev kroner og øre indført i Danmark, Norge og Sverige i forbindelse med den skandinaviske møntreform.
10-kronesedlen havde Danmarks rigsvåben med visdommens gudinde Minerva og frugtbarhedsgudinden Ceres af H. Olrik i blåt og sort på forsiden. Bagsiden var blank.
50-kronesedlen var en omtegnet 20-rigsbankdalerseddel fra 1851 i blå farve. På forsiden var kornaks, trefork og merkurstav af G.F. Hetsch, mens der på bagsiden var seks rækker flittige bier af N. Fristrup.
100-kronesedlen var i blå farve og havde guderne for handel (Merkur) og industri (Vulcanus) af H. Olrik på forsiden. På bagsiden var delfiner, trefork og kornaks af N. Fristrup.
500-kronesedlen var en omtegnet 100-rigsbankdalerseddel fra 1845 i stålgrå. På forsiden var guderne for handel (Merkur) og søfart (Neptunus) af G.F. Hetsch, mens bagsiden havde Danmarks rigsvåben med H.C. Ørsted og Bertel Thorvaldsen af N. Fristrup.
| Pålydende værdi | Størrelse (millimeter) | Udgivet | Erstattet |
| --------------- | ---------------------- | ------- | --------- |
| Kr. 10          | 140 × 85               | 1875    | 1891      |
| Kr. 50          | 188 × 108              | 1875    | 1883      |
| Kr. 100         | 190 × 110              | 1875    | 1888      |
| Kr. 500         | 185 × 105              | 1875    | 1910      |

### Supplerende kronesedler
De første kronesedler var for heterogene til at komme fra samme land. Desuden var 100-kronesedlen større end 500-kronesedlen. Nationalbankens modstand mod små 5-kronesedler blev ligeledes overvundet.
5-kronesedlen var tegnet af H. Tegner og havde et blågråt mønster af ret- og spejlvendte femtaller på begge sider. På forsiden stod "FEM KRONER" i sort.
10-kronesedlen havde "det store Rigsvåben" med to skæggede vildmænd tegnet af N. Fristrup i brunt og sort. Der var også to blanke felter på forsiden. På bagsiden var ti overlappende enkronemønter. I de blanke felter på bagsiden var vandmærket med visdommens gudinde Minerva og smedeguden Vulcanus.
50-kronesedlen var tegnet af H.H. Thiele i lilla og sort. Den havde en kvindefigur og tre løver på forsiden, mens bagsiden var et mønster af araber- og romertal for '50'.
100-kronesedlen, som var tegnet af H. Olrik i grønt, havde en halvnøgen kvindefigur, Medusas hoved og to delfiner i kamp mod hver sin blæksprutte på forsiden. På bagsiden var en havnymfe og frugtbarhedsgudinden Ceres.
| Pålydende værdi | Størrelse (millimeter) | Udgivet | Erstattet |
| --------------- | ---------------------- | ------- | --------- |
| Kr. 5           | 124 × 72               | 1898    | 1912      |
| Kr. 10          | 144 × 89               | 1891    | 1913      |
| Kr. 50          | 158 × 103              | 1883    | 1911      |
| Kr. 100         | 162 × 105              | 1888    | 1910      |

### Heilmannserien
Professor Gerhard Heilmann fra "Academiet for de skjønne Kunster" vandt i 1908 retten til at forny de danske pengesedler. I forbindelse med pengeombytningen d. 23. juli 1945 blev forsiderne trykt med de samme klichéer blot i andre farver og bagsiderne fik nye, primitive tegninger.

Alle sedlerne har et vandmærke med teksten "Danmarks Nationalbank" i majuskler og tallet for sedlernes værdi. Sedlernes motiver på forsiden er fiskeri og landbrug. Bortset fra 10-kronesedlen er Danmarks Rigsvåben på bagsiden.
5-kronesedlen har en typisk dansk stendysse på forsiden.
10-kronesedlens forside har et mønster af tangblade og søgræs, mens bagsiden har et Merkurhoved og tre løver.
50-kronesedlen har en tegning af tre fiskere, der trækker deres net op på forsiden.
100-kronesedlen har sammenslyngede delfiner på forsiden.
500-kronesedlen har en bonde, der går bag en plov på forsiden, hvilket har gjort, at alle 500-kronesedler derefter kaldes for en plovmand.

| Pålydende værdi | Størrelse (millimeter) | Farver                  | Udgivet | Erstattet |
| --------------- | ---------------------- | ----------------------- | ------- | --------- |
| Kr. 5           | 129 × 71               | Gråblå (1945: Lyseblå)  | 1912    | 1955      |
| Kr. 10          | 130 × 79               | Brun (1945: Grågrøn)    | 1913    | 1952      |
| Kr. 50          | 156 × 100              | Gråblå (1945: Rødlilla) | 1911    | 1957      |
| Kr. 100         | 158 × 100              | Brunlig (1945: Blågrøn) | 1910    | 1962      |
| Kr. 500         | 174 × 108              | Blå (1945: Brunrød)     | 1910    | 1964      |

### Første verdenskrig
Selvom Danmark ikke deltog i den første verdenskrig, hamstrede befolkningen de mønter, der indeholdt sølv; 10- og 25-øresmønter (hhv. 40% og 60% sølv) samt 1- og 2-kronemønter (80%). For at butikshandelen ikke skulle gå i stå på grund af mangel på skillemønt, indførtes under krigen en 1-kroneseddel. Andre forslag var at klippe 5-kronesedlerne over som to 2,5-kronesedler eller give tilbage i frimærker.
- 1 kr.
  - 11,9 x 7,5 cm, indført i 1914, inddraget i 1918.
  - "1 KRONE" på forsiden,
  - Danmarks Rigsvåben med to vildmænd på bagsiden.

### Ombytningsserien
Under den tyske besættelse igangsatte regeringen sammen med Nationalbanken i dybeste hemmelighed produktion af en ny serie sedler med henblik på udsendelse i det øjeblik, værnemagten forlod Danmark. Hensigten var at neutralisere de store formuer i sorte penge, som nogle sortbørshandlere havde lagt sig op i løbet af krigen. 23. juli 1945 pengeombytningen iværksat, og den såkaldte ombytningsserie blev sendt på gaden - sedlerne var dog påtrykt årstallet 1944. 5- og 10-kronesedlerne var nydesignede, og den brune 10-kroneseddel udkom kun med dette årstal. Efterfølgende blev 10-kronesedlen ændret i 1945 og 1947, så den fik samme forside som værdierne 50-, 100- og 500-kronesedlerne med forsiden fra den tidligere Heilmannserie.

### Portræt- og landskabsserien
I 1954 kom den første seddel i serien med portrætter på forsiden og danske landskaber på bagsiden.
5-kronesedlen havde et portræt af den danske billedhugger Bertel Thorvaldsen sammen hans "De Tre Gratier" på forsiden. På bagsiden var Kalundborg by med den femtårnede kirke, tegnet af Ib Andersen. Sedlen, der havde spredte femtaller som vandmærke, blev i 1960 erstattet af en 5-kronemønt.
10-kronesedlen bar et portræt af H.C. Andersen sammen med en storkerede fra Asminderød på forsiden, mens Ib Andersens tegning af Egeskov Mølle på Sydfyn var på bagsiden. Sedlen havde spredte titaller som vandmærke.
50-kronesedlens forside var et portræt af Ole Rømer og hans observatorium Rundetårn, mens bagsiden var Stenvad langdysse på Djursland tegnet af Ib Andersen. Vandmærket var spredte halvtredstaller.
100-kronesedlen havde et portræt af H.C. Ørsted og et kompas med en ledning omkring på forsiden. På bagsiden var Kronborg og Sjællands Øre tegnet af Ib Andersen. Sedlen havde en kompasrose som vandmærke.
500-kronesedlens forside var et portræt af Stavnsbåndets ophæver Christian D.F. Reventlow og ligesom sedlen fra 1910, en pløjende bonde. På bagsiden var Roskilde by set fra fjorden tegnet af Ib Andersen. Vandmærket var et ucentreret "500" samt en bølget kant.
| Pålydende værdi | Størrelse (millimeter)       | Farver               | Udgivet | Erstattet |
| --------------- | ---------------------------- | -------------------- | ------- | --------- |
| Kr. 5           | 125 × 65                     | Blågrøn og mørkegrøn | 1955    | 1960      |
| Kr. 10          | 125 × 65. Fra 1954: 125 x 71 | Rødbrun og sort      | 1952    | 1975      |
| Kr. 50          | 153 × 78                     | Turkis og blå        | 1957    | 1975      |
| Kr. 100         | 155 × 84                     | Gul, rosa og brun    | 1962    | 1974      |
| Kr. 500         | 175 × 90                     | Grøn og blåsort      | 1964    | 1972      |

### 1972-serien
I 1972 kom 500-kronesedlen som den første i en ny serie, hvor alle sedlerne havde et portræt malet af Jens Juel på forsiden. Alle sedlerne undtaget 20- og 1.000-kronesedlerne havde et selvportræt af Jens Juel fra 1773/74 som vandmærke. 10- og 20-kronesedlen blev erstattet af mønter i 1980 og 1990, mens de øvrige sedler blev erstattet af en ny serie fra 1997.
10-kronesedlen havde et portræt fra 1768 af en Cathrine Sophie Kirchhoff på forsiden, mens der på bagsiden var en hun-edderfugl (Somateria mollisima) malet af Johannes Larsen i 1925.
20-kronesedlens forside var et portræt fra 1786 af en Pauline Maria Tutein, og på bagsiden var to gråspurve (Passer domesticus) tegnet af Gunnar Andersen. Sedlen havde en farvepalet som vandmærke. Da den blev indført lavede TV-avisen en aprilsnar, hvor de påstod, at såfremt den ene fugl kun havde et ben, så var sedlen falsk.
50-kronesedlen bar et portræt fra 1797 af en Engelke Charlotte Ryberg. På bagsiden var en ferskvandsfisk (Carassius carassius) tegnet af Ib Andersen.
100-kronesedlen, som blev opgraderet i 1995, havde et selvportræt fra 1773/74 af Jens Juel på forsiden. På bagsiden var natsværmeren "rødt ordensbånd" (Catocala nupta) tegnet af Ib Andersen
500-kronesedlens forside var et portræt fra 1772 af en Franziska Genoveva von Qualen, mens sedlens bagside var et markfirben (Lacerta agilis) tegnet af Ib Andersen.
1000-kronesedlen havde et portræt fra ca. 1790 af den danske forfatter Thomasine Gyllembourg, mens der på bagsiden var et rødt egern (Sciurus vulgaris) tegnet af Ib Andersen. Vandmærket var et dobbeltportræt af Jens Juel og Fru Rosine malet i 1791.
| Pålydende værdi | Størrelse (millimeter) | Farve på baggrundsmønster | Udgivet | Erstattet |
| --------------- | ---------------------- | ------------------------- | ------- | --------- |
| Kr. 10          | 125 × 67               | Gul                       | 1975    | 1980      |
| Kr. 20          | 125 × 72               | Brun                      | 1980    | 1990      |
| Kr. 50          | 139 × 72               | Blå                       | 1975    | 1999      |
| Kr. 100         | 150 × 78               | Rød                       | 1974    | 1999      |
| Kr. 500         | 164 × 85               | Grøn                      | 1972    | 1997      |
| Kr. 1.000       | 176 × 94               | Sort                      | 1975    | 1998      |

### 1997-serien
De første af denne serie af pengesedler blev udgivet i 1997, og serien er stadig er i omløb. Serien blev opdateret mellem 2003 og 2005 med hologram og fluorescerende farver. Med denne serie begyndte alle sedler at have samme højde, hvilket er en fordel for maskinel behandling. Sedlerne har dog stadig forskellig størrelse, idet de er 1 centimeter længere for hver højere værdi. En størrelsesforskel der tilgodeser blindes og svagtseendes behov.
50-kronesedlen bærer et portræt på forsiden og vandmærke af forfatteren Karen Blixen, og på bagsiden er en kentaur, som er inspireret af et stenrelief fra Landet Kirke på Tåsinge.
100-kronesedlen har et portræt på forsiden og vandmærke af komponisten Carl Nielsen. En basilisk fra Tømmerby Kirke i Vester Han Herred har givet inspiration til motivet på bagsiden af sedlen. Basilisken, som betyder "lille konge" er en sammenblanding af slange, drage og hane.
200-kronesedlen, som var den første i Danmark med denne pålydende værdi, har et portræt på forsiden og vandmærke af skuespilleren Johanne Luise Heiberg. Hun havde mange triumfer på Det Kongelige Teater i 1800-tallet. På bagsiden er et motiv af en løve fra apsis på Viborg Domkirke.
500-kronesedlen bærer et portræt på forsiden og vandmærke af fysikeren Niels Bohr, og en vignet udformet som symbolet for yin og yang. Symbolet findes på Niels Bohrs våbenskjold, som hænger i Frederiksborg Slotskirke. På bagsiden er et stenrelief af en kampklædt ridder og en drage fra døbefonten i Lihme Kirke i Midtjylland.
1000-kronesedlen har et dobbeltportræt på forsiden og som vandmærke af kunstnerparret Anna og Michael Ancher, som er kendt for deres malerier, der skildrer folkelivet i Skagen. Sedlens baggrundsmønster består af ankre, hvilket er inspireret af det halssmykke, som Anna Ancher bærer og ikke deres efternavn. Motivet på bagsiden af sedlen er inspireret af en turneringsscene fra et gravminde i Bislev Kirke i Nordjylland. Vandmærket forestiller Anna Ancher.
| Pålydende værdi | Størrelse (millimeter) | Dominerende farve | Udgivet            | Opdateret          |
| --------------- | ---------------------- | ----------------- | ------------------ | ------------------ |
| Kr. 50          | 125 × 72               | Lilla             | 7. maj 1999        | 25. august 2005    |
| Kr. 100         | 135 × 72               | Orange            | 22. november 1999  | 27. november 2002  |
| Kr. 200         | 145 × 72               | Grøn              | 10. marts 1997     | 9. april 2003      |
| Kr. 500         | 155 × 72               | Blå               | 12. september 1997 | 24. september 2003 |
| Kr. 1.000       | 165 × 72               | Rød               | 18. september 1998 | 25. november 2004  |

### 2009-serien
Karin Birgitte Lund blev valgt til at illustrere 2009-serien af danske pengesedler. 200-, 500- og 1000-kronesedlerne er graveret af gravøren Martin Mörck. Nationalbanken har valgt, at der skal være danske broer på forsiden (som på eurosedlerne), og Lund har anbragt danske oldtidsfund fundet i nærheden af broerne på bagsiden. Alle oldtidsfundene er udstillet på Nationalmuseet.
Den første seddel udkom d. 11. august 2009, og den sidste udkom i 2011.
50-kroneseddelen har et motiv af Sallingsundbroen mellem Salling og Mors på forsiden. På bagsiden er Skarpsallingkarret, som er et lerkar fra en jættestue. Lerkarret blev fundet i 1891 nær Skarp Salling i Himmerland.
100-kroneseddelen har et motiv af Den Gamle Lillebæltsbro mellem Jylland og Fyn på forsiden. På bagsiden vises Hindsgavldolken, som er en flintedolk fra ca. 1800 f.Kr. der blev fundet på øen Fænø i Lillebælt.
200-kroneseddelen har et motiv af Knippelsbro i København mellem Sjælland og Christianshavn på forsiden. Oldtidsfundet på bagsiden er valgt til at være en bronze-bælteplade fra Langstrup i Nordsjælland.
500-kronesedlen har et motiv af Dronning Alexandrines Bro mellem Sjælland og Møn. På bagsiden er en bronzespand fremstillet i Makedonien eller en græsk koloni ved Sortehavet i 4. el. 3. århundrede f.Kr., og som er fundet ved Keldby på Møn. Ved siden er spanden er et lille kort over Møn med Keldbys beliggenhed. I en landsomdelt folder med billeder af de nye sedler var Keldbys placering på Møn forkert på dette kort.
1000-kroneseddelen har et motiv af Storebæltsbroen på forsiden. Det er højbroen mellem Sjælland og Sprogø (østbroen), som er valgt. På bagsiden er det danske nationalklenodie Solvognen fra ældre bronzealder ca. 1400 f.Kr., som blev fundet i 1902 i Odsherred på Nordvestsjælland.
| Pålydende værdi | Størrelse (millimeter) | Dominerende farve | Udgivet          |
| --------------- | ---------------------- | ----------------- | ---------------- |
| Kr. 50          | 125 × 72               | Violet            | 11. august 2009  |
| Kr. 100         | 135 × 72               | Orangegul         | 4. maj 2010      |
| Kr. 200         | 145 × 72               | Grøn              | 19. oktober 2010 |
| Kr. 500         | 155 × 72               | Blå               | 15. februar 2011 |
| Kr. 1.000       | 165 × 72               | Rød               | 24. maj 2011     |

2009-serien har følgende sikkerhedselementer, der skal gøre det svært at forfalske eller efterligne sedlerne:
- Vinduestråd, der har et motiv der bevæger sig når sedlen vippes, en såkaldt motion-tråd
- Hologram, der skifter farve når sedlen bevæges
- Vandmærke, der kan ses når sedlen holdes op imod lyset
- Kobbertryk med tykt farvelag, der kan føles med fingrene
- Skjult sikkerhedstråd, der kun kan ses når sedlen holdes op imod lyset
- Fluorescerende farve, som lyser op i ultraviolet belysning

### 2028-serien (planlagt)
I 2023 meddelte Nationalbanken, at der vil blive udstedt en ny serie pengesedler i tidsrummet 2028-2029. Samtidig meddelte banken, at alle pengesedler udstedt før 2009 ville blive værdiløse efter 31. maj 2025. Det samme gjaldt alle 1000-kronesedler. Danskernes betalingsvaner havde ændret sig kraftigt, sådan at kontanter efterhånden kun anvendes i en tiendedel af alle betalinger i butikker, og der var dermed ikke længere behov for at have en 1000-kroneseddel i omløb. Samtidig ville inddragelsen af 1000-kronesedlerne besværliggøre kriminel hvidvask, som i stort omfang havde gjort brug af netop denne pengeseddel.
I 2024 gav Nationalbanken flere detaljer om de kommende pengesedlers udseende. Der er tale om fire nye sedler: 50-, 100-, 200- og 500-kronesedler. På den ene side vil motivet være store bedrifter og personerne bag, nemlig:
- eventyr og H. C. Andersen
- astronomi og Tycho Brahe
- Jordens kerne og Inge Lehmann
- Femte Thuleekspedition og Arnarulunnguaq

Motiverne på den anden side vil have havet som gennemgående tema.
Den nye serie vil ligesom forgængeren 2009-serien blive anvendt som pengesedler i Danmark og Grønland, mens Færøerne har deres egne pengesedler.